# Agrotis benefida
Agrotis benefida är en fjärilsart som beskrevs av Max Wilhelm Karl Draudt 1924. Agrotis benefida ingår i släktet Agrotis och familjen nattflyn. Inga underarter finns listade i Catalogue of Life.